# John Adam

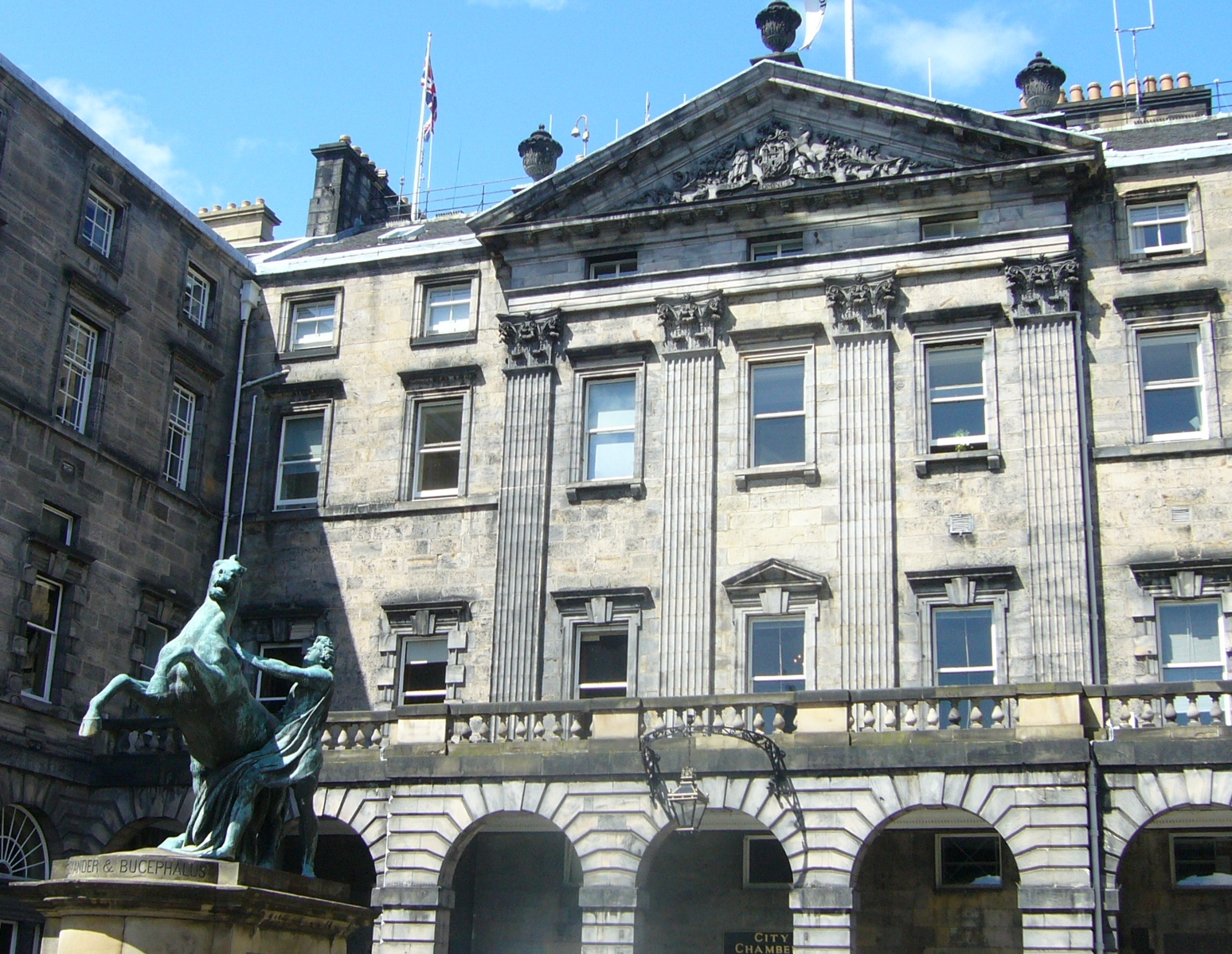
Budynek Royal Exchange w Edynburgu według projektu braci Johna i Roberta Adama

John Adam (ur. 18 stycznia 1721 w Kirkcaldy, zm. 25 czerwca 1792 w Edynburgu) – szkocki architekt. W 1748 przejął po ojcu Williamie, rodzinną firmę i prowadził ją wraz z bratem Robertem; trzecim bratem był James Adam. Projektowane przez niego budowle utrzymane są w tradycji palladianizmu.